# André Chanu
André Chanu, né le 28 décembre 1910 dans le 16e arrondissement de Paris et mort le 12 décembre 2008 à Puteaux, est un acteur et homme de radio français.

## Biographie
Né en 1910 d'une mère cévénole et d'un père breton, André Chanu est élevé dans un petit village de Haute-Loire, Le Mazet. Il a vécu à Jouy-en-Josas. Il meurt à Puteaux le 12 décembre 2008.

## Filmographie

### Cinéma
- 1942 : Cécile est morte de Maurice Tourneur
- 1943 : La Ferme aux loups de Richard Pottier - (Chicot)
- 1945 : Les Clandestins d'André Chotin
- 1945 : Le Pays sans étoiles de Georges Lacombe - (Le second clerc)
- 1946 : La Kermesse rouge de Paul Mesnier
- 1946 : Le Couple idéal de Bernard Roland et Raymond Rouleau : Tatave
- 1946 : Rendez-vous à Paris de Gilles Grangier - (Maître Villerose)
- 1947 : Le Dolmen tragique de Léon Mathot - (Pascalin)
- 1947 : La Grande Volière de Georges Péclet - (Le capitaine)
- 1949 : Dernier Amour de Jean Stelli
- 1949 : Le Grand Cirque de Georges Péclet - (Le toubib)
- 1949 : On ne triche pas avec la vie de René Delacroix et Paul Vandenberghe - (Cordillot)
- 1950 : Le Clochard milliardaire de Léopold Gomez - (Le couturier)
- 1951 : Le Costaud des Batignolles de Guy Lacourt - (Le speaker du Vel d'Hiv')
- 1951 : Le Désir et l'Amour d'Henri Decoin et Luis María Delgado - (Le speaker)
- 1951 : Monsieur Leguignon lampiste de Maurice Labro
- 1951 : Procès au Vatican d'André Haguet
- 1951 : Seuls au monde de René Chanas
- 1952 : L'amour n'est pas un péché de Claude Cariven
- 1952 : Brelan d'as d'Henri Verneuil - Sketch : Les Témoignages d'un enfant de chœur
- 1952 : Deux de l'escadrille de Maurice Labro
- 1952 : La Minute de vérité de Jean Delannoy
- 1953 : Si Versailles m'était conté de Sacha Guitry - (Le duc de Noailles)
- 1954 : L'Œil en coulisses d'André Berthomieu
- 1954 : Les Chiffonniers d'Emmaüs de Robert Darène - (Le docteur)
- 1954 : Napoléon de Sacha Guitry
- 1955 : Les Mains liées d'Aloysius Vachet, Roland Quignon et Paul Vandenberghe
- 1955 : Milord l'Arsouille d'André Haguet
- 1955 : Si Paris nous était conté de Sacha Guitry - (Sully)
- 1955 : Marie-Antoinette, reine de France de Jean Delannoy - (Le prètre assermenté)
- 1956 : Ah ! Quelle équipe de Roland Quignon - (Le journaliste)
- 1956 : Vacances explosives de Christian Stengel
- 1956 : Le Souffle du désir d'Henri Lepage
- 1957 : Cargaison blanche de Georges Lacombe
- 1957 : Charmants Garçons d'Henri Decoin - (Le speaker)
- 1957 : Donnez-moi ma chance de Léonide Moguy - (Le présentateur)
- 1957 : Rafles sur la ville de Pierre Chenal - (Le speaker)
- 1957 : Les trois font la paire de Sacha Guitry et Clément Duhour - (Agostini)
- 1958 : Minute papillon de Jean Lefèvre
- 1958 : Maigret tend un piège de Jean Delannoy - (Le médecin de la PJ)
- 1959 : Merci Natercia de Pierre Kast
- 1960 : Il suffit d'aimer de Robert Darène - (Le maire)
- 1960 : Le Panier à crabes de Joseph Lisbona - (L'animateur)
- 1961 : Auguste de Pierre Chevalier - (Le ministre)
- 1961 : Seul... à corps perdu de Jean Maley et Raymond Bailly
- 1962 : Le Glaive et la Balance d'André Cayatte
- 1962 : Les Veinards de Jack Pinoteau
- 1963 : Le Bluffeur de Sergio Gobbi
- 1963 : Un drôle de paroissien de Jean-Pierre Mocky - (Un membre de la brigade)
- 1968 : Nathalie, l'amour s'éveille de Pierre Chevalier (pseudonyme : Peter Knight)
- 1969 : Maldonne de Sergio Gobbi - (Le tueur)
- 1970 : Un beau monstre de Sergio Gobbi - (Le docteur Schwartz)
- 1971 : Les grands sentiments font les bons gueuletons de Michel Berny - (Le maire)
- 1974 : Les Caresseuses de Lucien Hustaix

### Télévision
- 1970 : Mont-Cinère de Jean-Paul Roux

## Théâtre
- 1947 : L'Immaculée de Philippe Hériat, mise en scène Claude Sainval, Comédie des Champs-Élysées

## Publication
- D'aventures en aventures